# Areopag

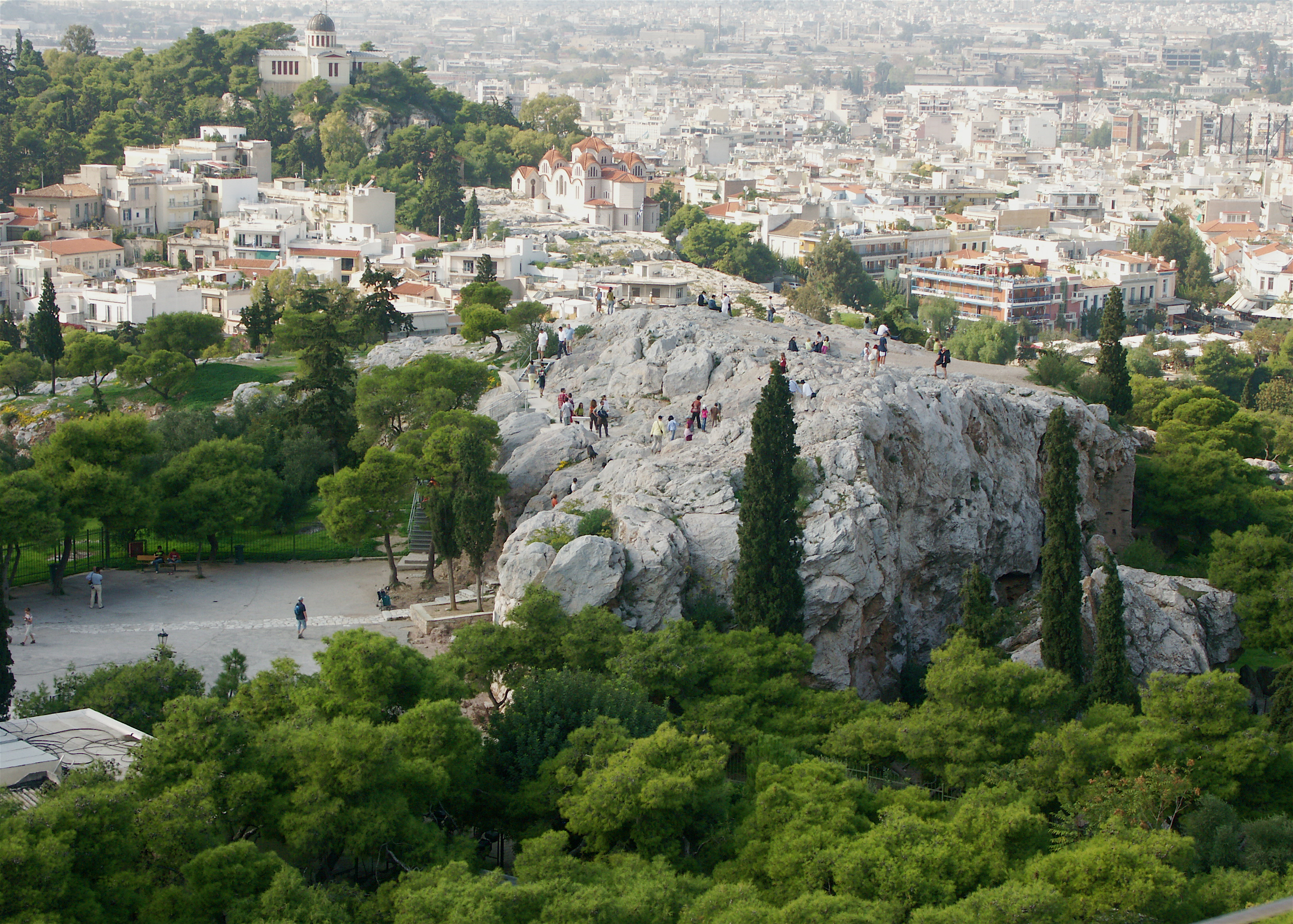
Der Areopag von der Akropolis aus gesehen

Der Areopag, auch Areiopag(os) (von altgriechisch Ἄρειος πάγος Áreios págos, deutsch ‚Aresfels bzw. -hügel‘), ist ein nordwestlich der Akropolis gelegener, 115 Meter hoher Felsen mitten in Athen. In der Antike tagte hier der oberste Rat, der gleichfalls „Areopag“ genannt wurde. Der Rat war die älteste Körperschaft der Stadt; seine Geschichte reicht bis in die mythische Frühzeit Athens zurück.
Auch hat die Ursprungslegende des Marathonlaufes ihren Höhepunkt auf dem Areopag: Nachdem die Athener bei der Schlacht bei Marathon über die Perser gesiegt hatten, soll ein Bote von Marathon nach Athen gelaufen und nach der Verkündung des Sieges auf dem Gipfel des Hügels gestorben sein. Historisch ist diese Darstellung jedoch umstritten und wird daher in der Regel als Legende eingestuft.

## Mythologie

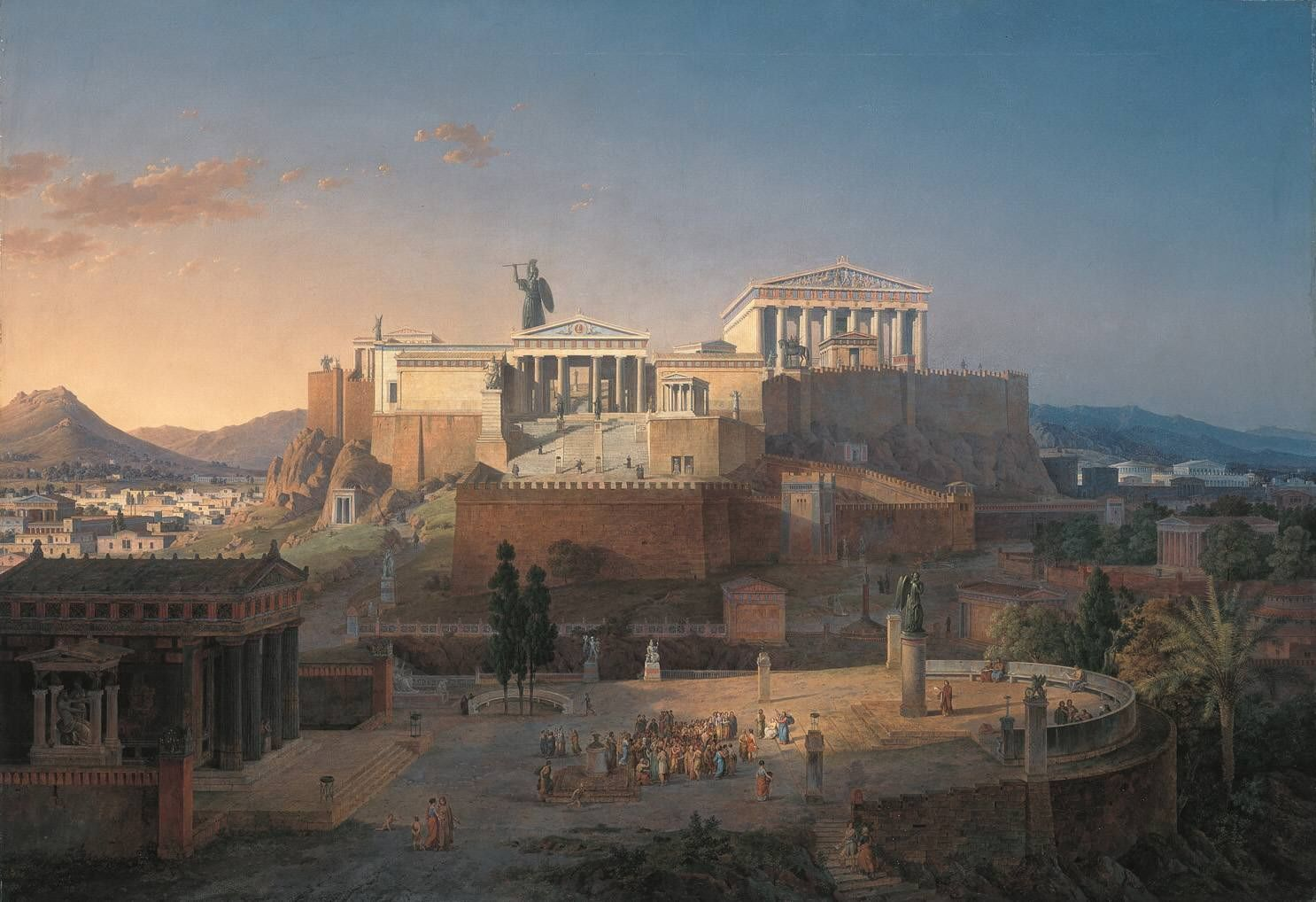
Idealisierte Ansicht der Akropolis mit Athena Promachos und dem Areopag (Leo von Klenze, 1846)

Nach der Mythologie wurde der oberste Rat Areopag gegründet, als Ares den Halirrhothios getötet hatte, der sich an Alkippe, der Tochter des Ares und der Aglauros, vergangen hatte. Ares wurde nun von Poseidon, dem Vater des Halirrhothios, angeklagt. Da es aber keine Zeugen gab und Alkippe wie Ares gleichlautende Aussagen machten, wurde er in dieser ersten Verhandlung eines Tötungsdeliktes freigesprochen.
Später vertrat Apollon die Sache des Orestes vor diesem Gerichtshof, da dieser auf Geheiß des Gottes seine Mutter Klytaimnestra getötet hatte, um damit den Mord an seinem Vater Agamemnon zu rächen. Ankläger waren hier die Erinnyen und der Geist der Klytämnestra, Vorsitz führte Athene. Als es bei der Urteilsfindung zu einem Stimmengleichstand kam, entschied die Vaterstochter Athene für Orest, da die Mutter durch die gemeinsam mit ihrem Liebhaber durchgeführte Ermordung ihres Ehemannes den Tod verdient hatte – eine Gesetzesauslegung, der sich die Erinnyen nicht anschließen mochten. Orest wurde zwar freigesprochen, sie verfolgten ihn aber weiter, bis er auf Anraten Apollons aus dem Land der Taurer ein heiliges Bildnis der Göttin Artemis nach Griechenland brachte.

## Gerichtsort
Der Areopag setzte sich zunächst aus Anführern des Hochadels zusammen und ab der Zeit Solons im 6. Jahrhundert v. Chr. aus ehemaligen Archonten (Vertretern der obersten Beamtenschaft). Er führte die Staatsaufsicht über Athen. Diese stark durch die aristotelische Vorstellung von der Verfassungsentwicklung der Griechen geprägte Ansicht gerät jedoch zunehmend unter Kritik, weil sich bisher weder in den Inschriften der drakonischen Gesetze noch in anderen archaischen Quellen ein Verweis auf einen „Zweiten“ oder Adelsrat finden ließ.
Neben sakralen Aufgaben war der Areopag mit Verwaltungs- und Regierungspflichten betraut; in erster Linie oblag ihm jedoch die Blutgerichtsbarkeit. Seine Urteile waren unwiderruflich, daher kam ihm eine bedeutende Macht in der attischen Verfassung zu. Infolge der Reformen Solons, der dem Areopag die Bule (Rat der 400) gegenüberstellte, sowie denen des Ephialtes, der 462 v. Chr. die Aufgaben des Areopags weitgehend auf den sakralen und verwandtschaftlichen Bereich wie die Blutgerichtsbarkeit beschränkte, und während der Herrschaft des Perikles wurde der Einfluss des Areopags mehr und mehr beschnitten. Es muss deshalb unterschieden werden zwischen den Kompetenzen des Areopags vor Solon, nach Solon und nach Ephialtes. Die Aufgaben des Areopags übernahmen die Bule, die Heliaia (Geschworenengericht) und die Ekklesia (Volksversammlung). Ebenso muss man unterscheiden zwischen dem formellen Einfluss, der dem Areopag zunehmend entzogen wurde, und dem informellen Einfluss, den er wegen der großen politischen Erfahrung der in ihm versammelten Personen hatte. So konnte in Krisenzeiten der Areopag eine beachtliche Kompetenzfülle an sich ziehen.

### Erwähnung in der Bibel

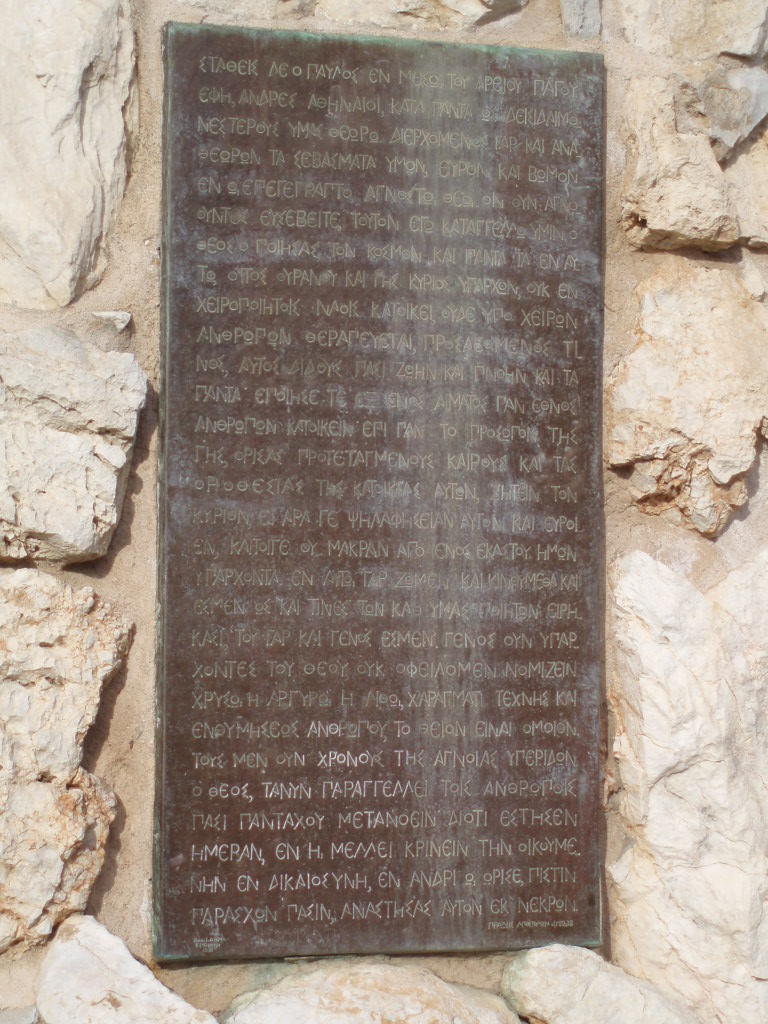
Tafel mit dem Text der Rede des Paulus

Der Apostel Paulus soll laut der Apostelgeschichte bei einem Athen-Besuch von Einwohnern auf den Areopag geführt worden sein (Apg 17,19  ff.), damit er dort seine „neue Lehre“ erläutere. Die Interpretation der Ortsangabe in der Bibel ist umstritten, denn der Areopag als Gremium soll seit der klassischen Zeit nicht mehr auf dem gleichnamigen Felsen, sondern in der Königshalle (Stoa Basileios) auf der Agora getagt haben. „Areopag“ könnte sich daher auf den Ort oder den entsprechenden Rat beziehen. Timothy D. Barnes konnte jedoch zeigen, dass zur Zeit des Apostels Paulus und später in der römischen Kaiserzeit der Rat des Areopag normalerweise weiterhin auf dem Areopag-Hügel tagte.

### Heute
Heute ist der Areopag (neugriechisch Άρειος πάγος Ários págos) das oberste Gericht Griechenlands. Dieser tagt nicht mehr auf dem Areopag-Hügel, sondern im Justizpalast Themidos Melathron am Alexandras-Boulevard, nachdem er sich von 1934 bis 1981 im Iliou Melathron befunden hat.